# 128604 Markfisher
128604 Markfisher è un asteroide della fascia principale. Scoperto nel 2004, presenta un'orbita caratterizzata da un semiasse maggiore pari a 3,2100304 UA e da un'eccentricità di 0,1800767, inclinata di 19,02758° rispetto all'eclittica.